# Großpold
Großpold (veraltet Apoldu Mare oder Polda Mare; rumänisch Apoldu de Sus, siebenbürgisch-sächsisch Grißpuln, landlerisch Großpoln, ungarisch Nagyapold) ist ein Ort im Kreis Sibiu in Siebenbürgen, Rumänien.

## Lage

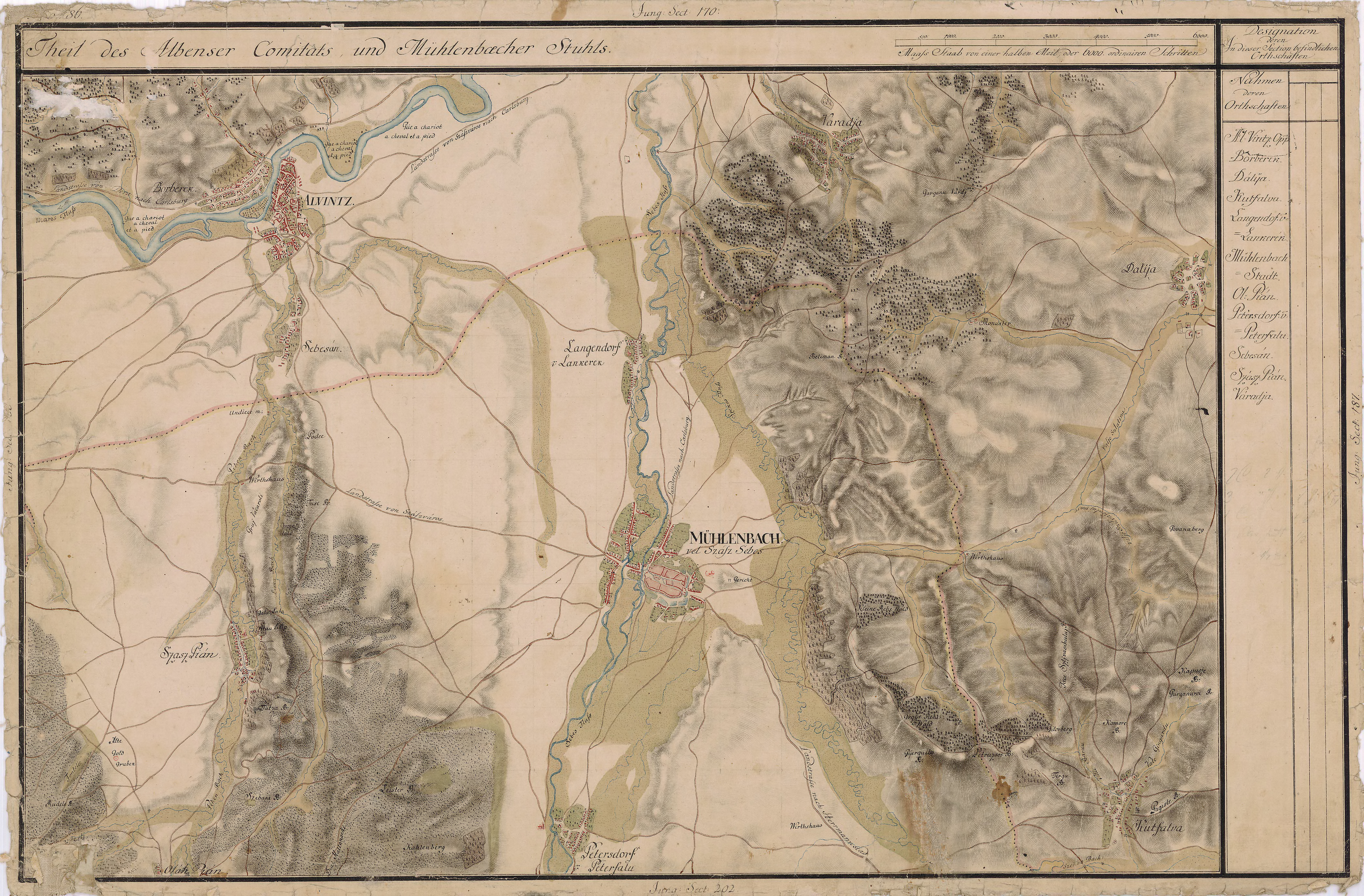
Großpold (Gross-Pohlen) in der Josephinischen Landaufnahme von 1769 bis 1773.

Die Ortschaft liegt im Unterwald. Sie befindet sich an der Nationalstraße Drum național 1 – hier Teil der Europastraße 60 – zwischen Mühlbach und Hermannstadt im Westen des Kreises Sibiu und ist von Wein- und Obstgärten umgeben.

## Geschichte
Der Ort wurde 1288 zum ersten Mal urkundlich erwähnt. Zweihundert Jahre später war Großpold die größte Siedlung auf dem Gebiet des Reußmarkter Stuhles, zu dem es bis ins 19. Jahrhundert politisch gehörte. In kirchlichen Belangen zählte Großpold zum Unterwälder Kapitel.
Im Lauf des 18. Jahrhunderts dezimierten die Kurutzenkriege und die Pest die Bevölkerung des Ortes, so dass viele Höfe unbewohnt blieben. So wie in Großau und Neppendorf wurden daher auch in Großpold aus dem Salzkammergut und Kärnten vertriebene, protestantische Landler angesiedelt, deren Mundart und Tracht sich neben jenen der Siebenbürger Sachsen bis in die Gegenwart erhalten haben.

## Gegenwart
Politisch-administrativ gehört Großpold heute zur Kleinstadt Miercurea Sibiului (Reußmarkt). Von überregionaler Bedeutung ist die deutsche Abteilung der Schule, die auch ein Internat betreibt.

## Persönlichkeiten
- Martin Bottesch (* 1953), Wissenschaftler und Politiker
- Hans Liebhardt (1934–2017), Journalist und Schriftsteller
- Andreas Möckel (1927–2019), Sonderpädagoge
- Andreas Rieger (1839–1918), Industrieller in Hermannstadt

## Sehenswürdigkeiten
- Die Kirchenburg Großpold, im 19. Jahrhundert neu gebaut
- Die Orthodoxe Kirche, im 18. Jahrhundert errichtet, mit Fresken und Hinterglasikonen
- Die Eisenbahnbrücke südlich der Ortschaft
- Das Heimatmuseum Stiftung für traditionelles Handwerk Grosspold[4]

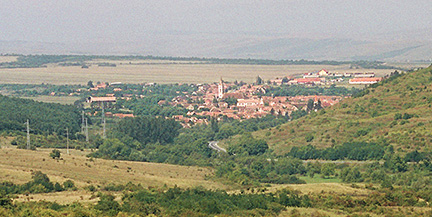
Der Ort von Osten betrachtet
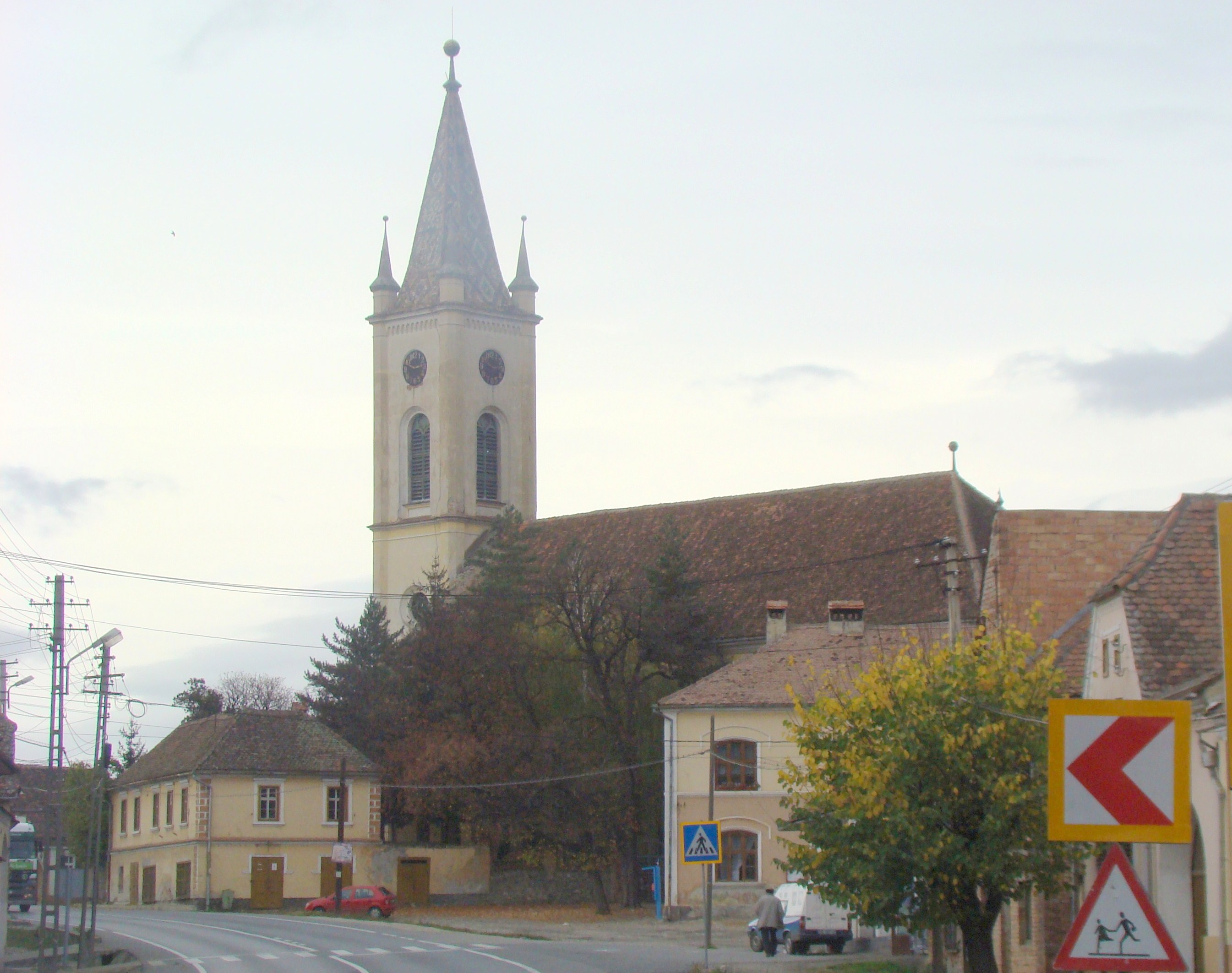
Evangelische Kirche
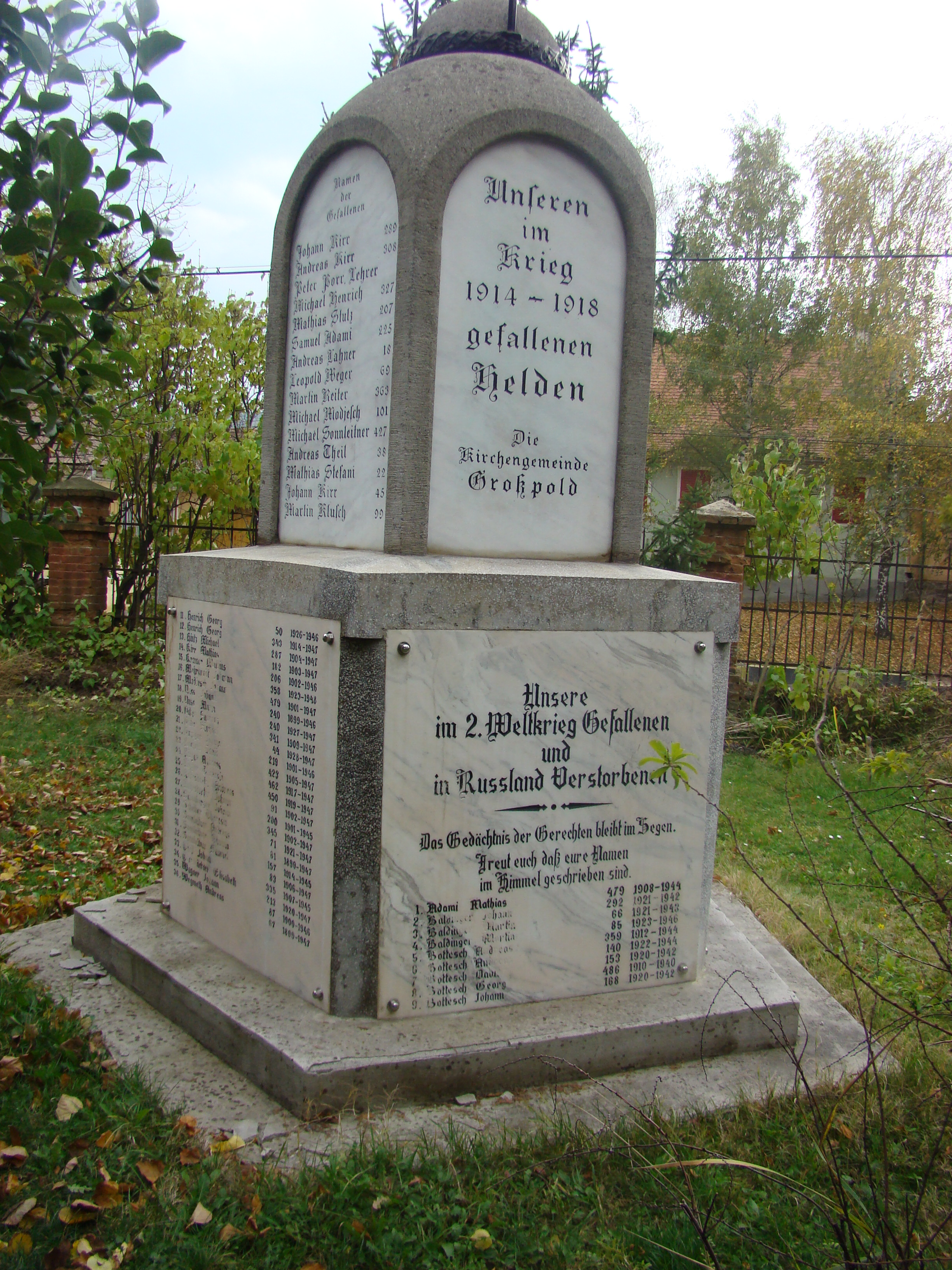
Denkmal für die Großpolder Opfer von Krieg und Deportation
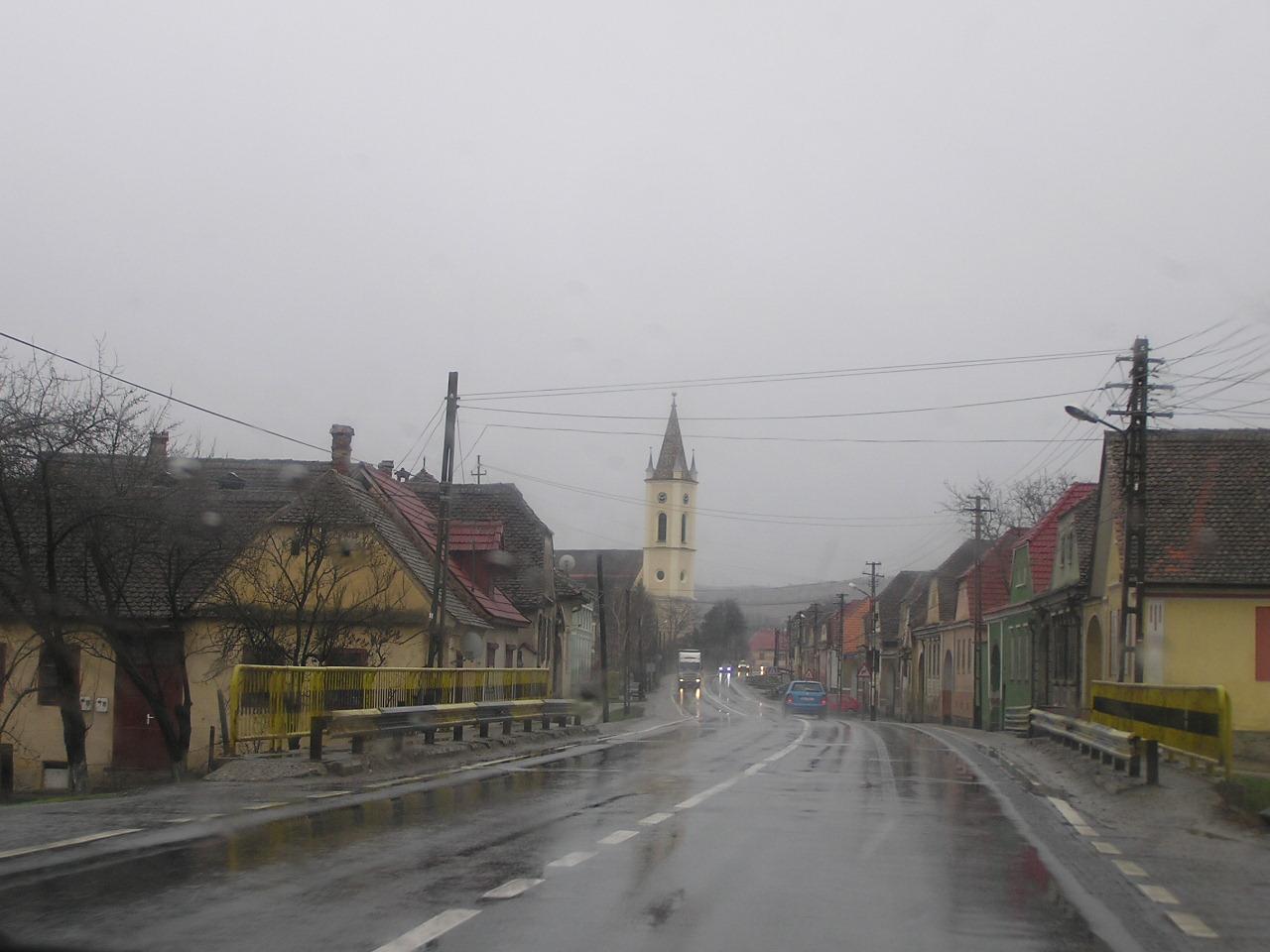
Die Europastraße E68 im Ort
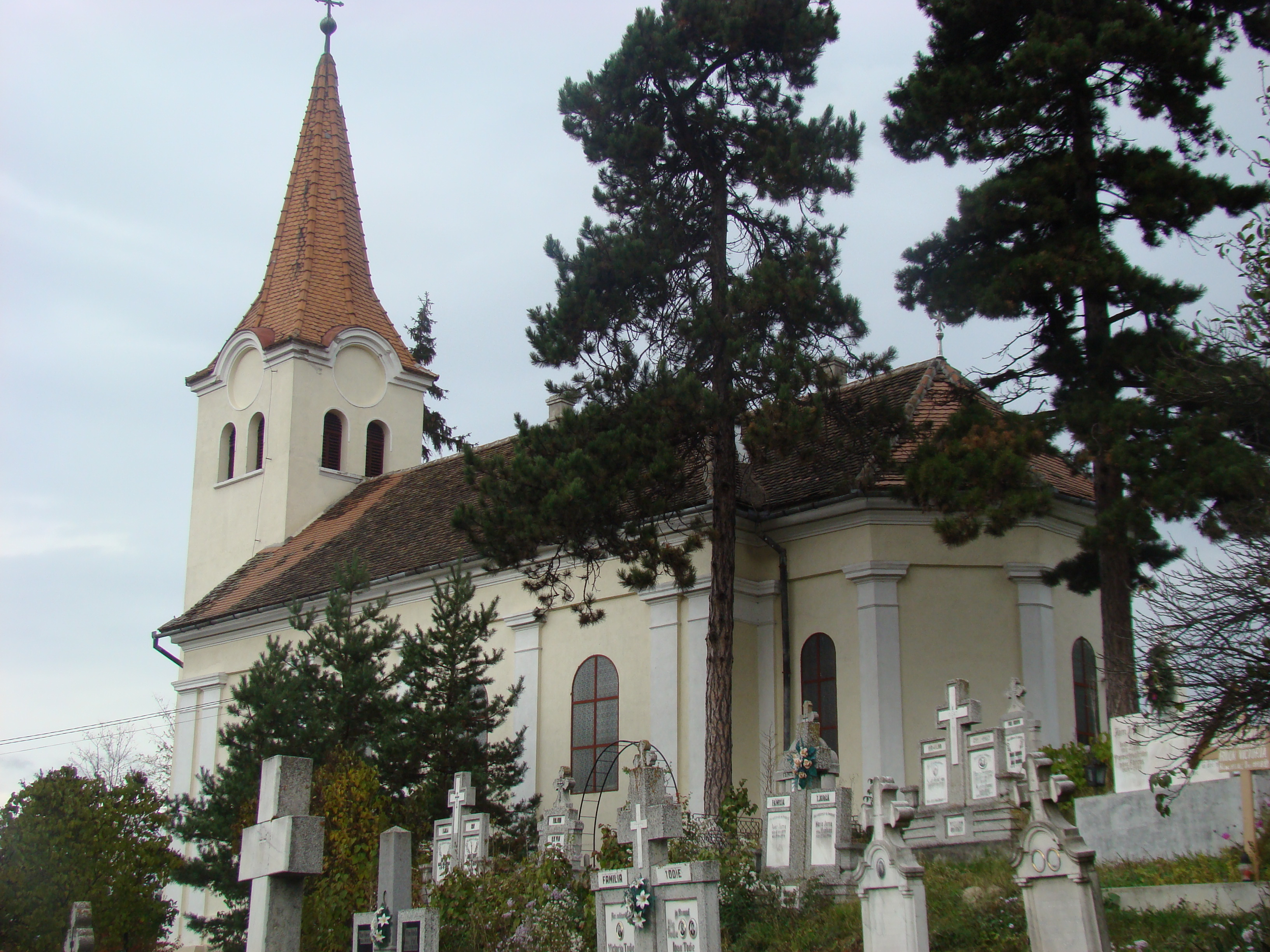
Orthodoxe Kirche